# Nimfej, Krim
Nimfej  (grško Νύμφαιον, Nýmfaion, latinsko Nymphaeum), znan tudi kot Nimfej na Pontu (starogrško Νύμφαιον τὸ ἐν τῷ Πόντῳ,  Nýmfaion tó en tó Pónto), je bil pomembno mesto v Bosporskem kraljestvu na krimski obali Kimerskega Bosporja v bliživi sedanjega turističnega središča Heroivske/Geroevskoje. Nimfej leži kakšnih 14 km južno od Kerča, antičnega Pantikapeja. 

## Geografija
Ruševine Nimfeja stojijo na skalnem rtu približno 200 metrov zahodno od obale. Stoletja obalne erozije so povzročila, da se je obala umaknila. Starodavna obala je bila približno 300 metrov bolj vzhodno.
Ruševine na severu mejijo na jezero Čurubaš, na jugu pa na jezero Tobečik. Obe jezeri sta bili v starih časih grapi z morskima zalivoma na vzhodu. Grapi sta bili med seboj oddaljeni 7 kilometrov. Obdajali sta več kot 40 kvadratnih kilometrov veliko ozemlje, ki ga je na zahodu   omejeval greben strmih skalnatih hribov.
Zaradi teh naravnih meja je bilo ozemlje Nimfeja laže braniti. V okolici mesta je bilo obilo rodovitne prsti černozem, zelo primerne za kmetijstvo. Okolica Nimfeja je imela letno 100 milimetrov več padavin kot okoliško ozemlje.

## Zgodovina
Mesto so ustanovili grški kolonisti s Samosa med letoma 580 in 560 pr. n. št. Za prisotbost Skitov na tam območju pred ustanovitvijo mesta ni nobenih dokazov. Mesto je kovalo svoj denar in v obdobju klasične antike na splošno cvetelo, predvsem zaradi nadzora trgovine z žitom. Žito je bilo bistvenega pomena za blaginjo celinske Grčije. Atene so okoli leta  444 pr. n. št. izbrale Nimfej za svojo glavno vojaško bazo v regiji. Iz Aten je bil izgnan Demostenov stari oče Gilon zaradi obtožb, da je med peloponeško vojno izdal Nimfej. Do konca 5. stoletja pr. n. št. je bil Nimfej priključen k Bosporskemu kraljestvu. 
Med mitridatskimi vojnami se je mesto povezalo z Rimsko republiko in zdržalo obleganje vojske Farnaka II. Pontskega. V Fanagoriji je malo pred smrtjo Mitridata VI. Pontskega izbruhnila vstaja proti njemu. Njegovi sinovi, ki so zasedli citadelo, so se morali predati upornikom. 
Napis, najden med izkopavanji, priča, da je kraljica Dinamida častila Avgusta kot "cesarja, cezarja, božjega sina, boga Avgusta, vladarja vse zemlje in morja". Zvestoba Rimu je Fanagoriji omogočila, da je obdržala prevladujoč položaj v regiji do 4. stoletja, ko so jo oplenili in uničili Huni. 
Mesto je zasedalo majhen hrib ob morju. Na akropoli je sta bila Afroditin tempelj z več prostori in tempelj Kabirov. V središču spodnje terase ob morju je bilo Demetrino središče, zgrajeno v  6. stoletju pr.  n. št. in večkrat prezidano. Druge ruševine kažejo, da je bila arhitektura mesta nenavadno prefinjena, morda najbolj prefinjena v Bosporskem kraljestvu. Ena od zgradb nima primerjave v celem helenističnem svetu. Zgrajena je bila v 3. stoletju  pr. n. št. iz rožnega laporja. Na najdišču je bilo najdenih veliko figuric iz terakote, vinogradniški objekti,  najstarejši na severni obali Črnega morja, in več grobov konj, povezanih s Sarmati. 